# Glires
Nhánh Glires (tiếng Latinh glīrēs nghĩa là chuột sóc) là một nhánh động vật có vú bao gồm Bộ Gặm nhấm (Rodentia) và Bộ Thỏ (Lagomorpha). Giả thiết cho rằng các nhóm này tạo thành một nhóm đơn ngành có sự tranh cãi kéo dài dựa trên bằng chứng hình thái, mặc dù các nghiên cứu hình thái gần đây hỗ trợ mạnh quan điểm đơn ngành của Glires. Đặc biệt, việc phát hiện ra vật liệu hóa thạch mới của các thành viên trong nhánh cơ sở của Glires, như các chi Mimotona, Gomphos, Heomys, Matutinia, Rhombomylus, và Sinomylus, đã giúp tạo một cầu nối lấp khoảng trống giữa Rodentia điển hình hơn và Lagomorpha điển hình hơn. Dữ liệu dựa trên DNA hạt nhân cho rằng Glires là một nhóm chị em với Euarchonta để tạo thành Euarchontoglires, nhưng một số dữ liệu gen từ cả DNA hạt nhân và DNA ti thể thì có tính minh chứng thấp hơn. Một nghiên cứu năm 2007 về dữ liệu có mặt/thiếu vắng retrotransposon thì hỗ trợ rõ ràng cho giả thuyết Glires.
|  | Rodentia (gặm nhấm) |
|  |                     |
|  | Lagomorpha (thỏ)    |
|  |                     |

|  | Dermoptera (chồn bay)                                                      |
|  |                                                                            |
|  | \| \| Primates (†Plesiadapiformes, Strepsirrhini, Haplorrhini) \| \| \| \| |
|  |                                                                            |
|  | Primates (†Plesiadapiformes, Strepsirrhini, Haplorrhini)                   |
|  |                                                                            |

|  | Primates (†Plesiadapiformes, Strepsirrhini, Haplorrhini) |
|  |                                                          |

|  | Dermoptera (chồn bay)                                                      |
|  |                                                                            |
|  | \| \| Primates (†Plesiadapiformes, Strepsirrhini, Haplorrhini) \| \| \| \| |
|  |                                                                            |
|  | Primates (†Plesiadapiformes, Strepsirrhini, Haplorrhini)                   |
|  |                                                                            |

|  | Primates (†Plesiadapiformes, Strepsirrhini, Haplorrhini) |
|  |                                                          |

|  | Rodentia (gặm nhấm) |
|  |                     |
|  | Lagomorpha (thỏ)    |
|  |                     |

|  | Dermoptera (chồn bay)                                                      |
|  |                                                                            |
|  | \| \| Primates (†Plesiadapiformes, Strepsirrhini, Haplorrhini) \| \| \| \| |
|  |                                                                            |
|  | Primates (†Plesiadapiformes, Strepsirrhini, Haplorrhini)                   |
|  |                                                                            |

|  | Primates (†Plesiadapiformes, Strepsirrhini, Haplorrhini) |
|  |                                                          |

|  | Dermoptera (chồn bay)                                                      |
|  |                                                                            |
|  | \| \| Primates (†Plesiadapiformes, Strepsirrhini, Haplorrhini) \| \| \| \| |
|  |                                                                            |
|  | Primates (†Plesiadapiformes, Strepsirrhini, Haplorrhini)                   |
|  |                                                                            |

|  | Primates (†Plesiadapiformes, Strepsirrhini, Haplorrhini) |
|  |                                                          |

Tuy nhiên, một số nghiên cứu khác lại đặt Scandentia như là nhóm chị - em với Glires, và như thế làm mất tính đơn ngành của Euarchonta. Biểu đồ phát sinh chủng loài theo các nghiên cứu này như dưới đây.

|        | Scandentia (đồi, nhen)                                                   |
|        |                                                                          |
| Glires | \| \| Rodentia (gặm nhấm) \| \| \| \| \| \| Lagomorpha (thỏ) \| \| \| \| |
|        | \| \| Rodentia (gặm nhấm) \| \| \| \| \| \| Lagomorpha (thỏ) \| \| \| \| |
|        | Rodentia (gặm nhấm)                                                      |
|        |                                                                          |
|        | Lagomorpha (thỏ)                                                         |
|        |                                                                          |

|  | Rodentia (gặm nhấm) |
|  |                     |
|  | Lagomorpha (thỏ)    |
|  |                     |

|  | Dermoptera (chồn bay)                                                      |
|  |                                                                            |
|  | \| \| Primates (†Plesiadapiformes, Strepsirrhini, Haplorrhini) \| \| \| \| |
|  |                                                                            |
|  | Primates (†Plesiadapiformes, Strepsirrhini, Haplorrhini)                   |
|  |                                                                            |

|  | Primates (†Plesiadapiformes, Strepsirrhini, Haplorrhini) |
|  |                                                          |

|        | Scandentia (đồi, nhen)                                                   |
|        |                                                                          |
| Glires | \| \| Rodentia (gặm nhấm) \| \| \| \| \| \| Lagomorpha (thỏ) \| \| \| \| |
|        | \| \| Rodentia (gặm nhấm) \| \| \| \| \| \| Lagomorpha (thỏ) \| \| \| \| |
|        | Rodentia (gặm nhấm)                                                      |
|        |                                                                          |
|        | Lagomorpha (thỏ)                                                         |
|        |                                                                          |

|  | Rodentia (gặm nhấm) |
|  |                     |
|  | Lagomorpha (thỏ)    |
|  |                     |

|  | Dermoptera (chồn bay)                                                      |
|  |                                                                            |
|  | \| \| Primates (†Plesiadapiformes, Strepsirrhini, Haplorrhini) \| \| \| \| |
|  |                                                                            |
|  | Primates (†Plesiadapiformes, Strepsirrhini, Haplorrhini)                   |
|  |                                                                            |

|  | Primates (†Plesiadapiformes, Strepsirrhini, Haplorrhini) |
|  |                                                          |